# Huutokoski–Parikkala-banan
| Straight track |

| Non-passenger station/depot on track |

| Unknown BSicon "ABZgl" |

| Small non-passenger station on track |

| Unknown BSicon "eHST" |

| Unknown BSicon "KBSTxe" |

| Unknown BSicon "exBST" |

| Unknown BSicon "exBHF" |

| Stop on track |

| Non-passenger station/depot on track |

| Station on track |

| Stop on track |

| Station on track |

| Station on track |

| Unknown BSicon "eHST" |

| Unknown BSicon "eHST" |

| Unknown BSicon "ABZg+l" |

| Station on track |

| Straight track |

| Straight track |

| Non-passenger station/depot on track |

| Unknown BSicon "ABZgl" |

| Small non-passenger station on track |

| Unknown BSicon "eHST" |

| Unknown BSicon "KBSTxe" |

| Unknown BSicon "exBST" |

| Unknown BSicon "exBHF" |

| Stop on track |

| Non-passenger station/depot on track |

| Station on track |

| Stop on track |

| Station on track |

| Station on track |

| Unknown BSicon "eHST" |

| Unknown BSicon "eHST" |

| Unknown BSicon "ABZg+l" |

| Station on track |

| Straight track |

Huutokoski-Parikkala-banan är en del av det finländska järnvägsnätet och går från Huutokoski i Jorois, via Nyslott till Parikkala. Banans längd är 133,5 km. Den mellersta delen av banan, sträckan Rantasalmi–Nyslott, togs ur bruk år 2015.
Sträckan Huutokoski-Rantasalmi används endast för godstrafik, medan sträckan Parikkala–Nyslott används för både passagerar- och godstrafik.

## Stationer

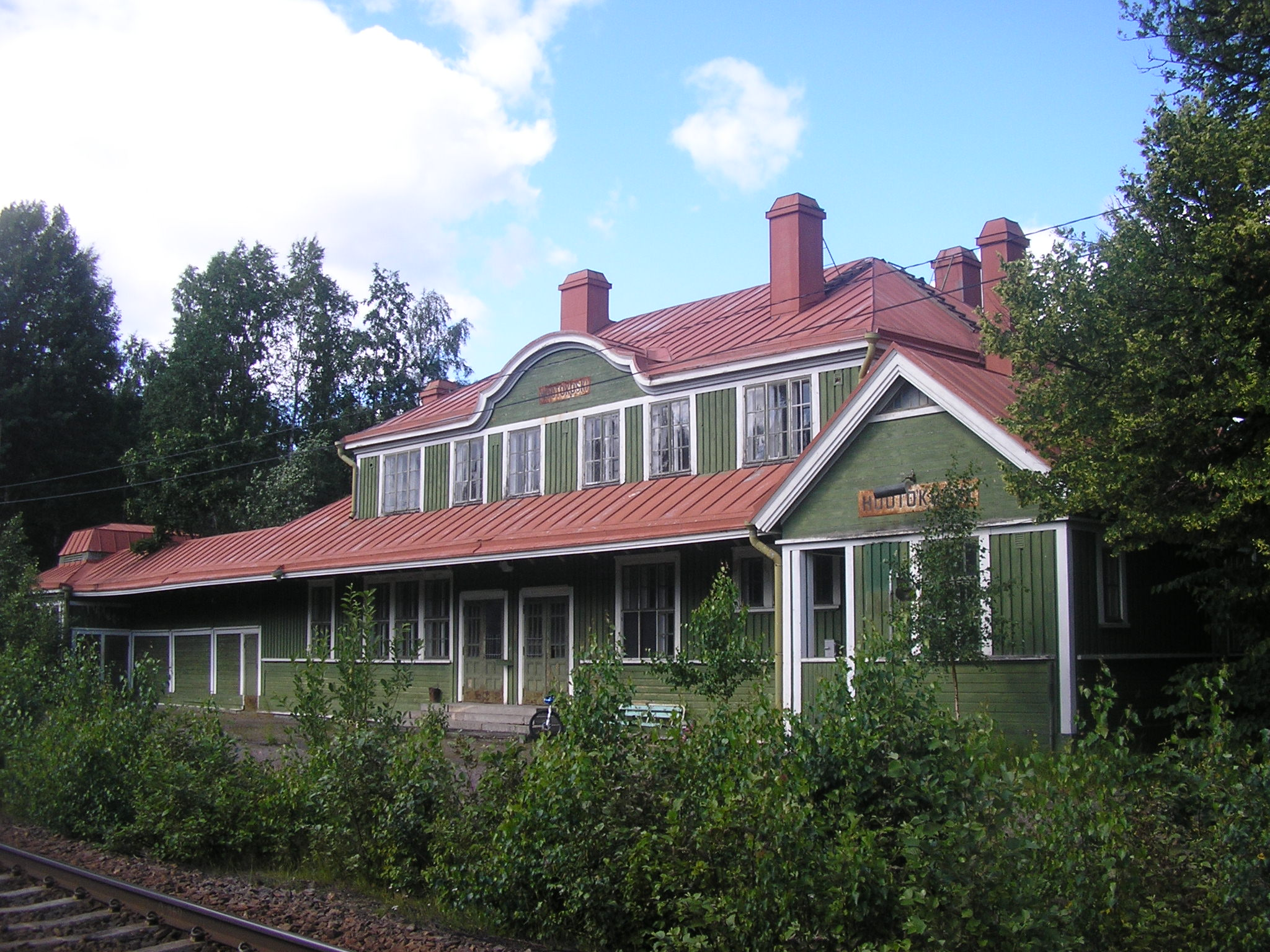
Huutokoski
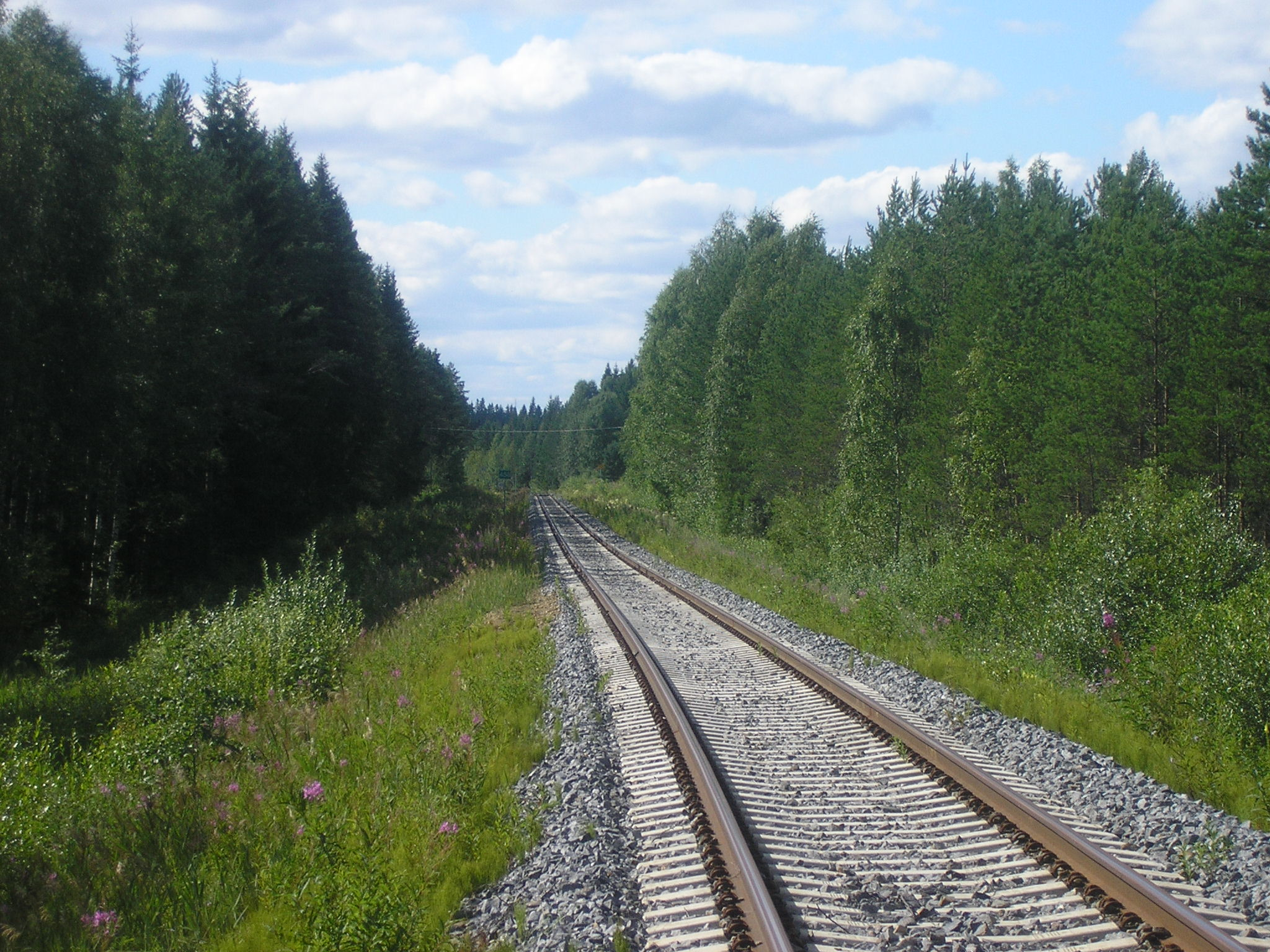
Övergivet spår mellan Rantasalmi och Nyslott
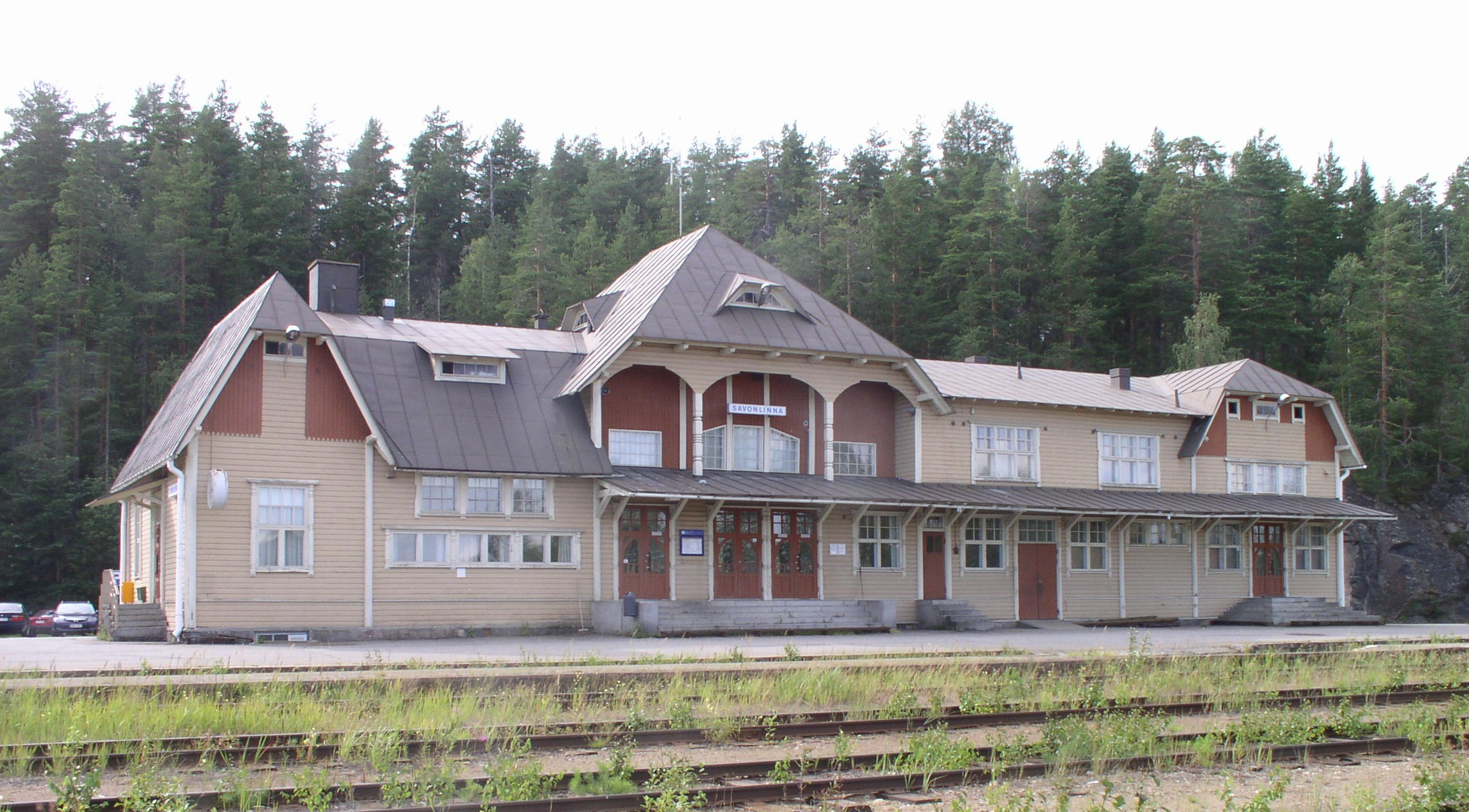
Nyslotts gamla järnvägsstation
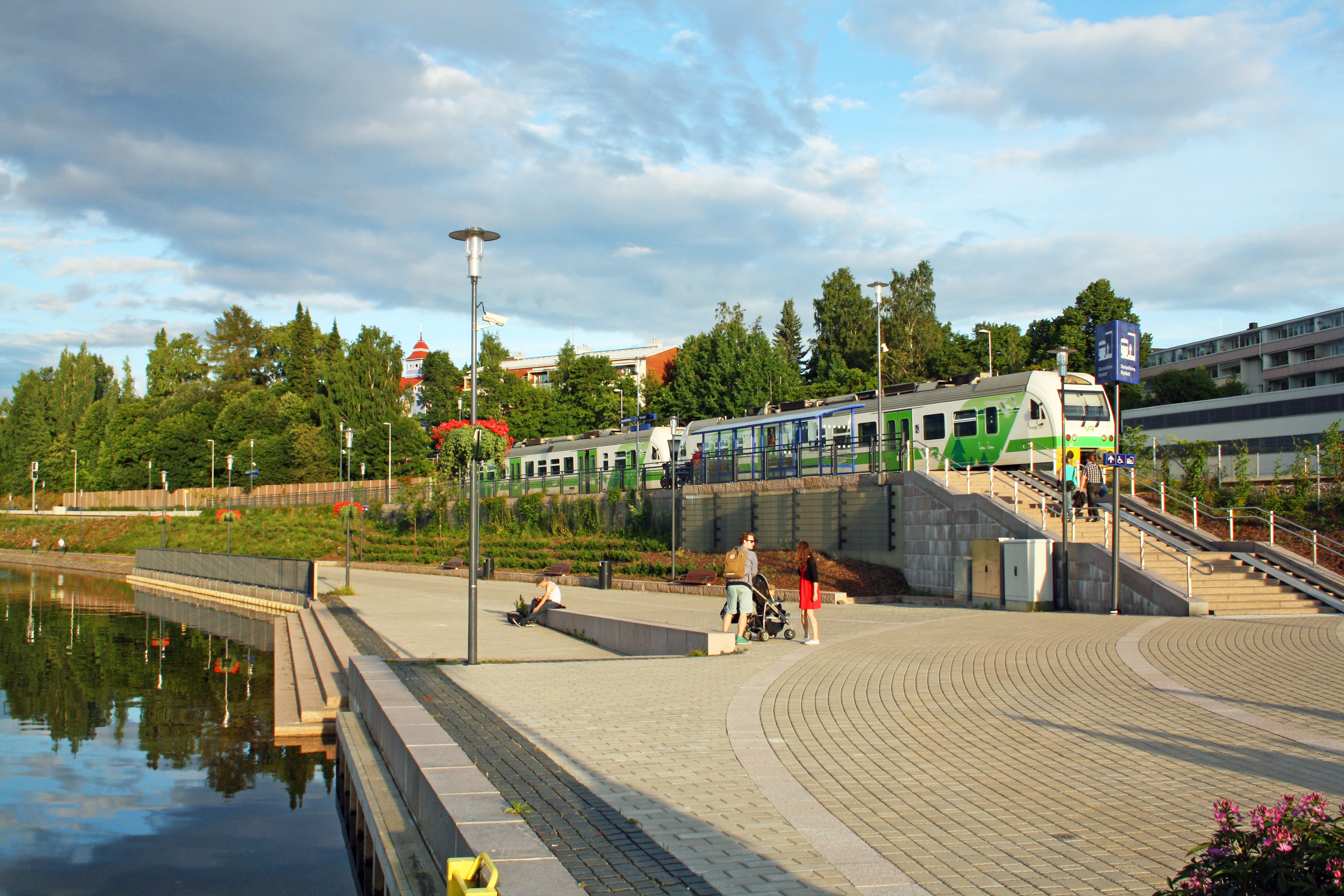
Nyslotts nya hållplats
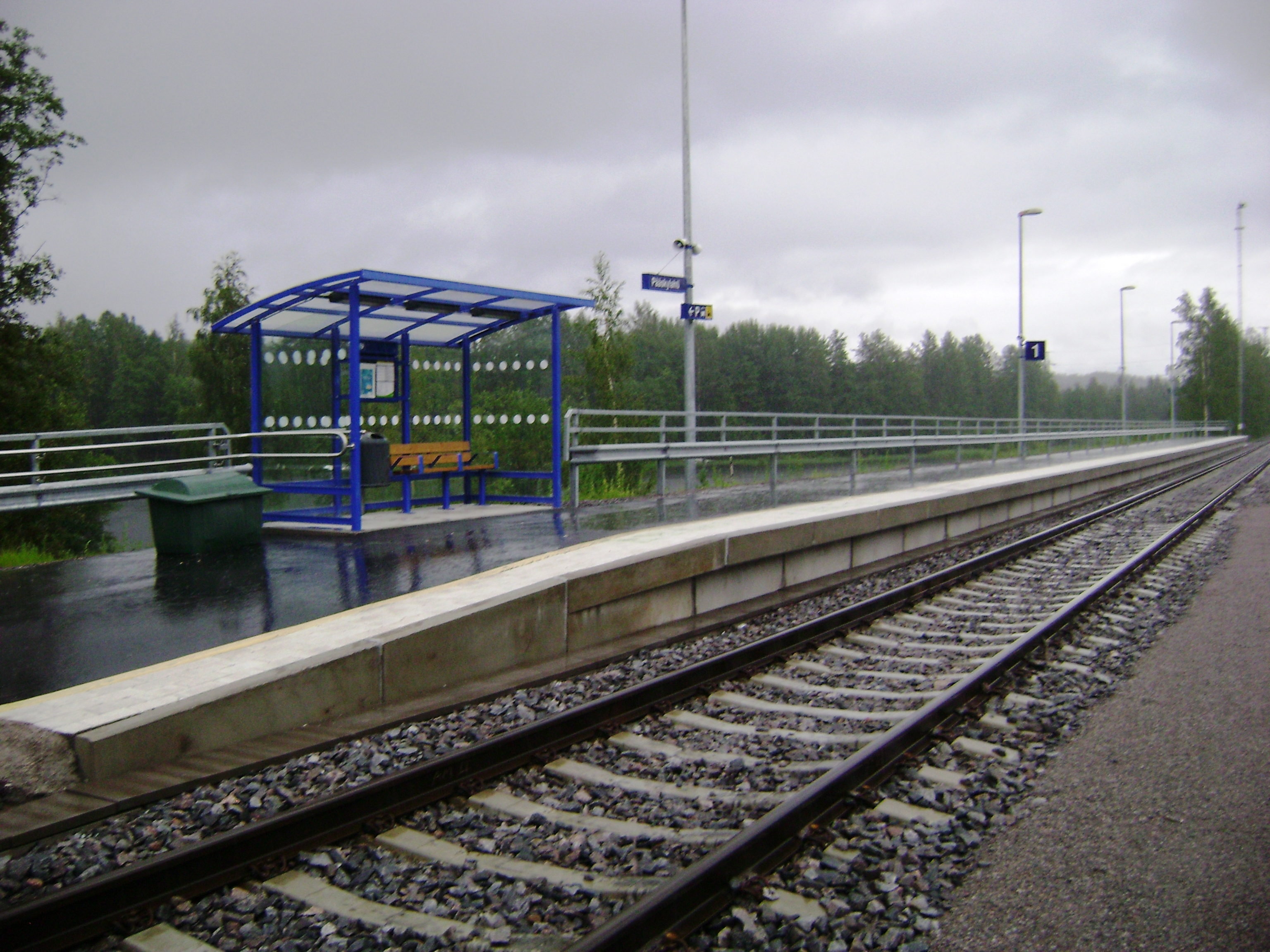
Pääskylahti
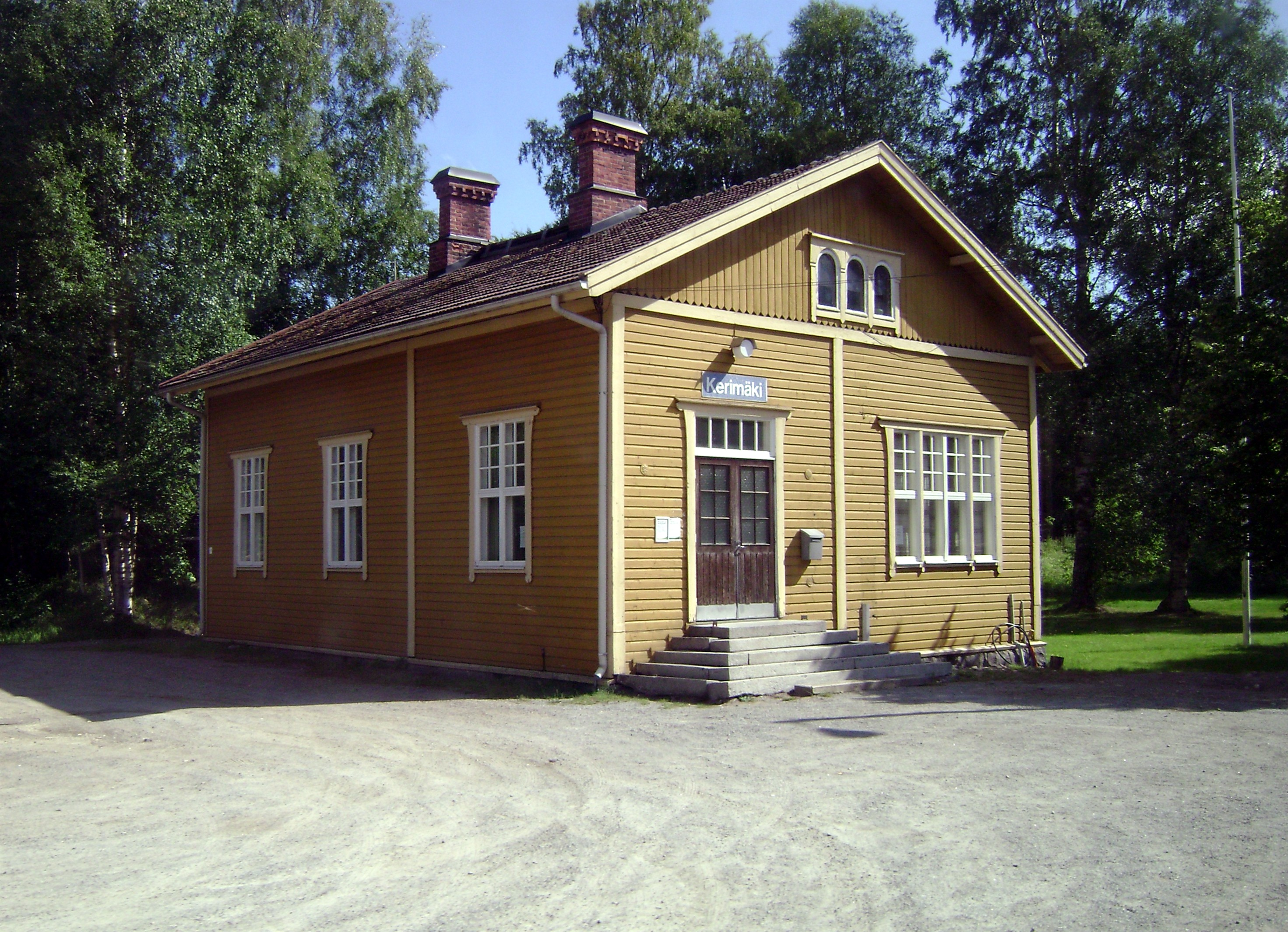
Kerimäki
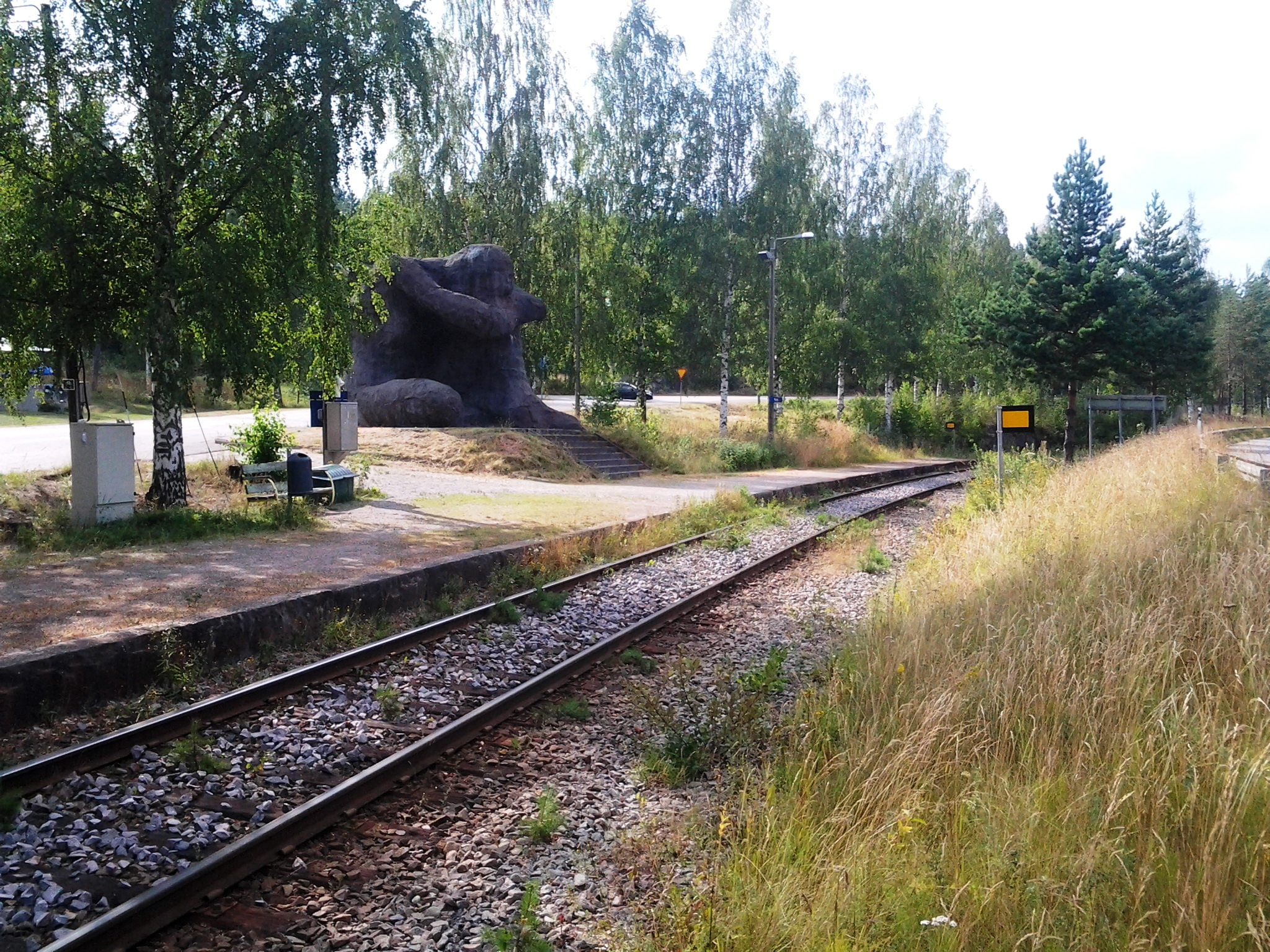
Retretti
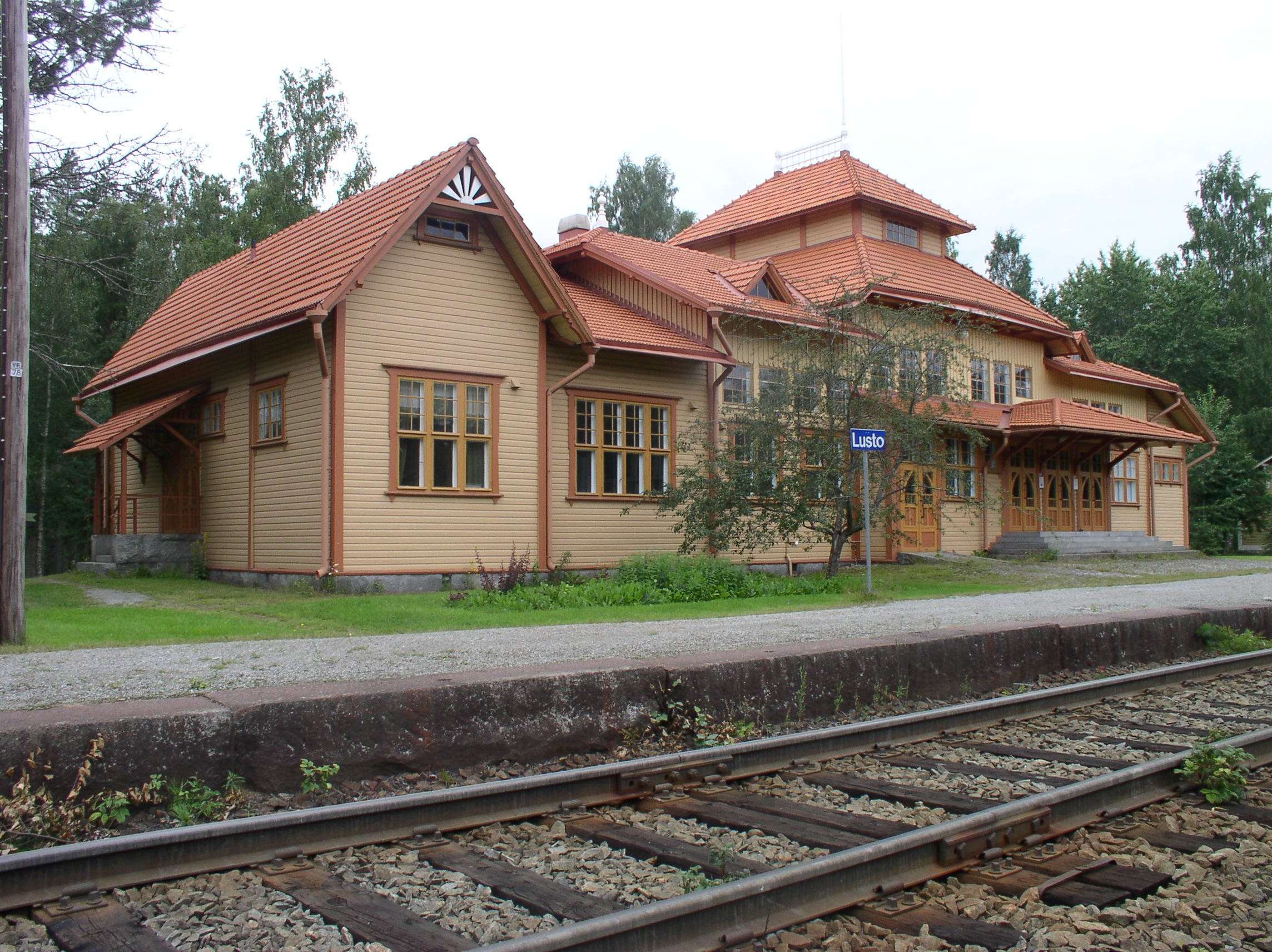
Lusto
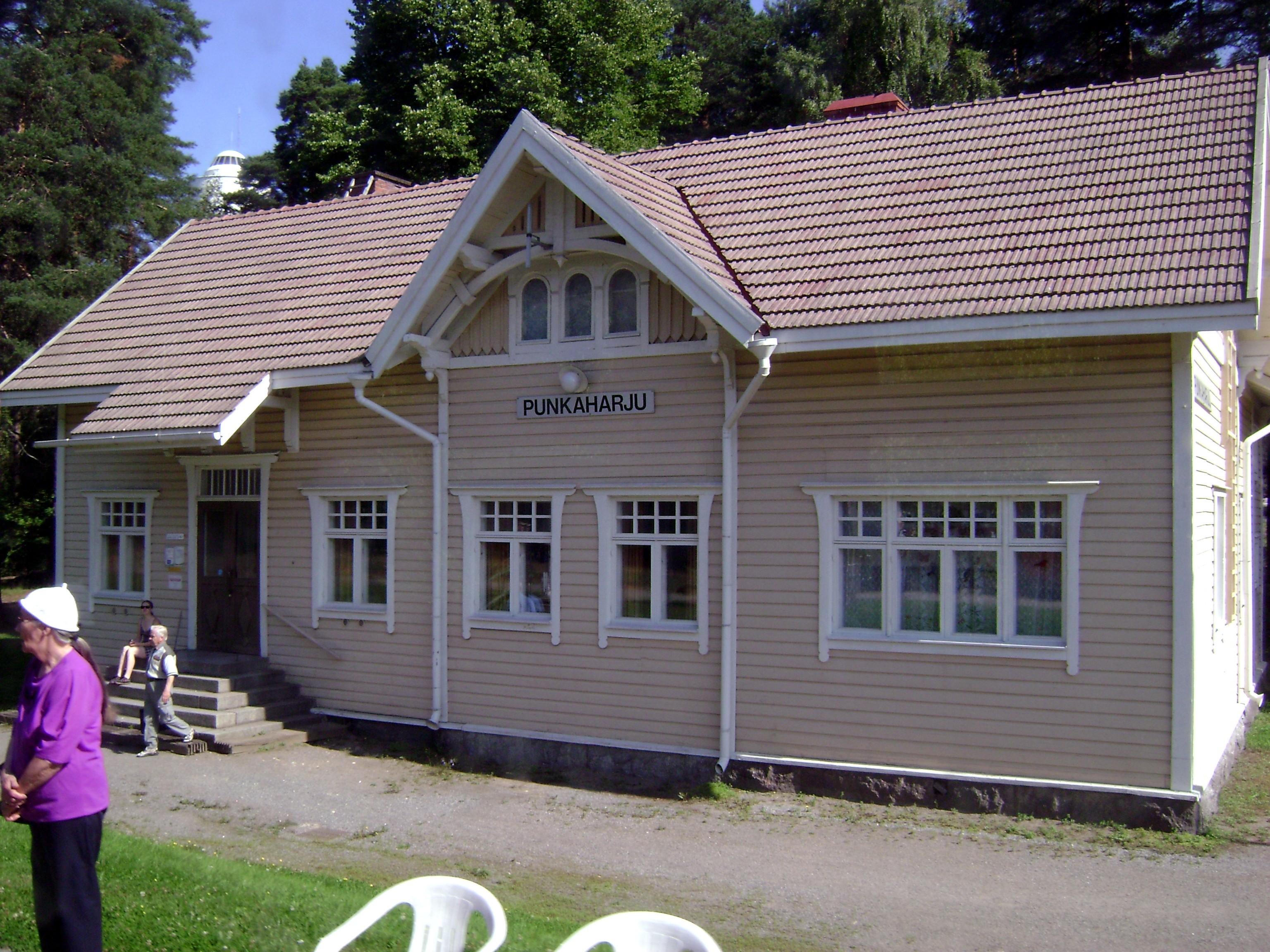
Punkaharju
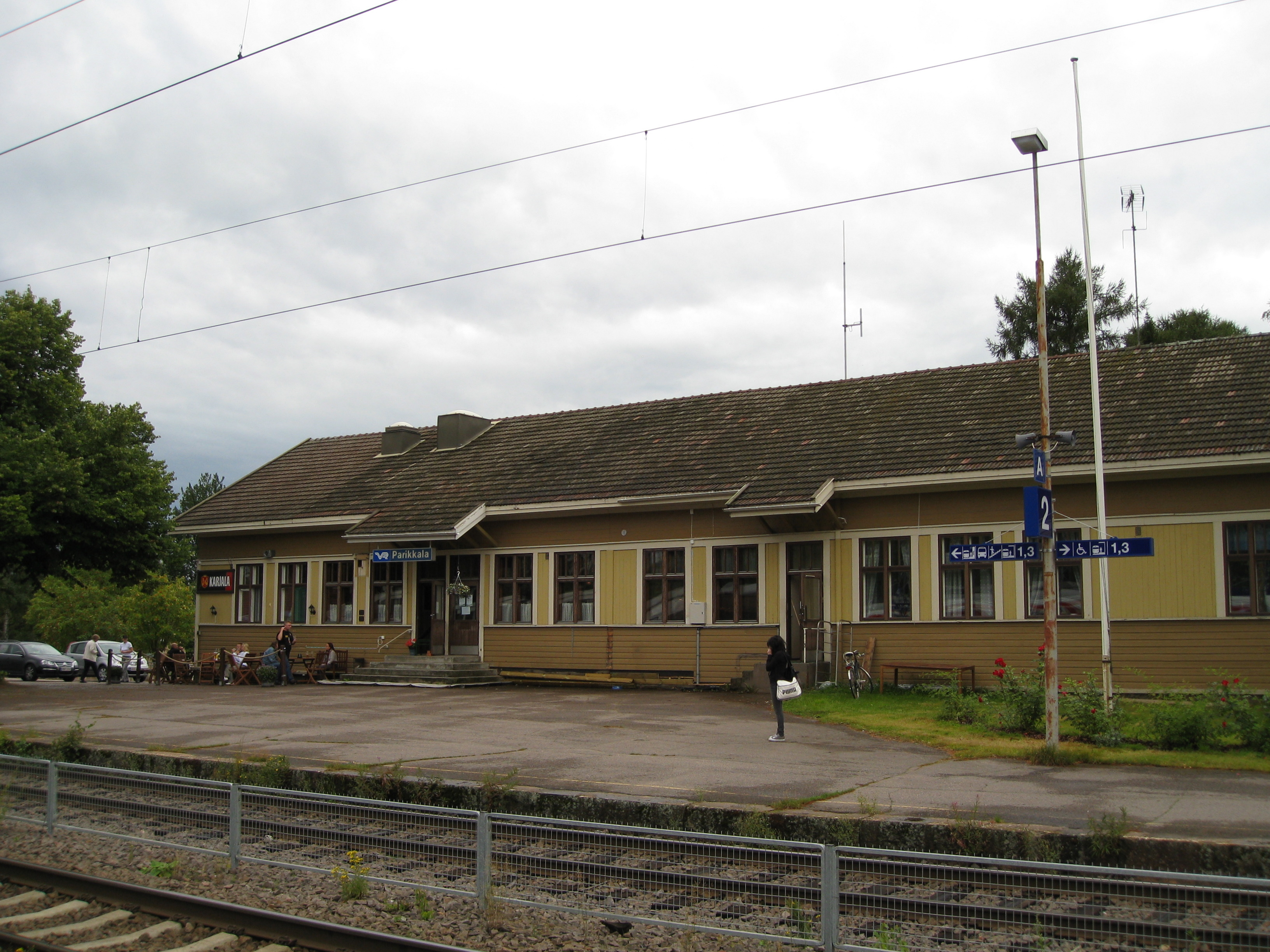
Parikkala